# La Pérouille
La Pérouille är en kommun i departementet Indre i regionen Centre-Val de Loire i de centrala delarna av Frankrike. Kommunen ligger i kantonen Ardentes som tillhör arrondissementet Châteauroux. År 2022 hade La Pérouille 435 invånare.

## Befolkningsutveckling
Antalet invånare i kommunen La Pérouille
Referens:INSEE